# Fåvitska jungfrur

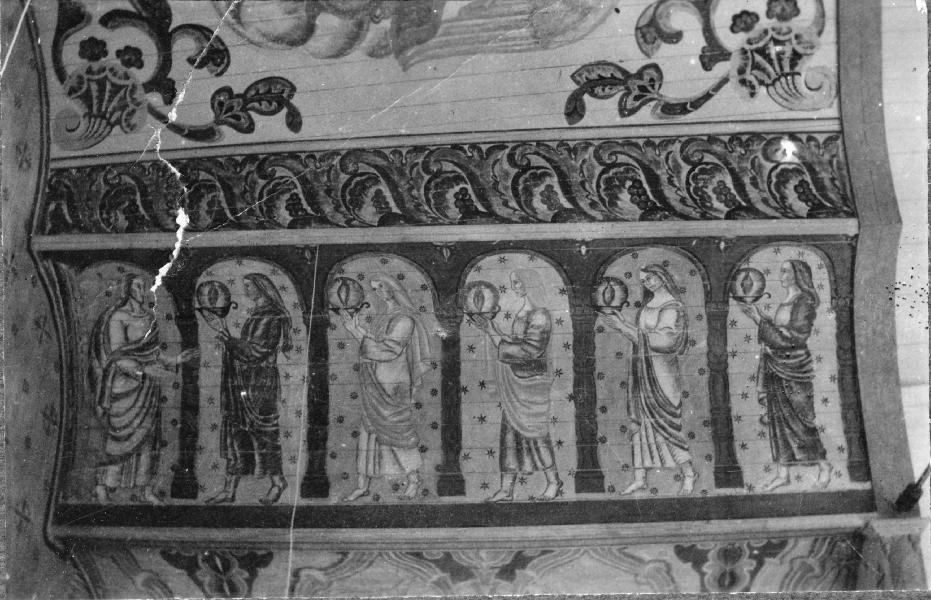
De visa och fåvitska jungfrurna. Takmålning i Norsjö kyrkas kor, utförd av Yngve Lundström.

Fåvitska jungfrur (av fornsvenskans favitsker = oförståndig) är ett äldre namn på de fem oförståndiga i Jesu liknelse om de tio jungfrurna (Matt. 25:1-13). I Bibel 2000: Liknelsen om de tio brudtärnorna.